# Sindrome di Waardenburg

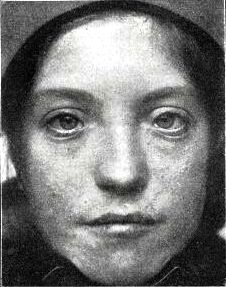
Caratteristiche facciali della sindrome di Waardenburg di tipo 1

La sindrome di Waardenburg comprende un raro gruppo di disturbi della pigmentazione a trasmissione prevalentemente autosomico dominante caratterizzati da piebaldismo e sordità neurosensoriale.

## Storia
Il suo nome deriva da Peter Johannes Waardenburg, un oculista olandese che per primo presentò un caso clinico caratterizzato da distopia del canto ed eterocromia dell'iride associata a sordità e che successivamente ne studiò la diffusione tra chi soffre di sordità. 

## Epidemiologia
L'incidenza è di 1 caso ogni 20 000-40 000 individui.
La sindrome di Waardenburg è causa dello 0,8-5% dei casi di sordità neurosensoriale congenita a seconda delle indagini epidemiologiche in diverse nazioni.

## Eziopatogenesi
La sindrome di Waardenburg è causata da mutazioni in alcuni geni. La trasmissione è autosomica dominante con l'eccezione del tipo IV, a trasmissione autosomico recessiva. I fattori di trascrizione PAX3 e SOX10, mutati nel tipo I, III e IVc, regolano l'espressione di MITF (fattore di trascrizione associato alla microftalmia). La perdita di SOX10 porta ad un'anomala espressione di RET che causa la malattia di Hirschsprung, anomalie della mielinizzazione e conseguenti sintomi neurologici. geni EDN3 e EDNRB, mutati nel tipo IVa e IVb, codificano per l'endotelina 3 e il recettore ETB dell'endotelina, il gene SNAI2 (noto anche come SLUG), che codifica per un fattore di trascrizione con motivi a dito di zinco, è mutato nel tipo IId.

## Istologia
Nelle aree ipopigmentate si osserva assenza di melanociti e melanosomi oppure una riduzione del numero di melanociti di grandi dimensioni. Nelle aree iperpigmentate il numero di melanociti è normale ma oltre a melanociti di normale morfologia vengono prodotti melanociti di forma sferica o granulare.

## Classificazione
La sindrome di Waardenburg viene classificata in quattro tipi e in alcuni sottotipi in base alla mutazione genetica coinvolta. I tipi più comuni sono il I e il II.
| Tipo           | OMIM   | Gene  | Locus        | Caratteristiche |
| -------------- | ------ | ----- | ------------ | --- |
| Tipo I, WS1    | 193500 | PAX3  | 2q36.1       | - Piebaldismo - Occhi spaziati - Radice del naso larga - Sopracciglia confluenti (sinofri) - Perdita dell'udito congenita e più frequente rispetto al tipo II       |
| Tipo IIa, WS2A | 193510 | MITF  | 3p14.1-p12.3 | - La forma più comune - Perdita permanente dell'udito - Eterocromia dell'iride - Dismorfismo facciale assente                                                       |
| Tipo IIb, WS2B | 600193 | WS2B  | 1p21-p13.3   | - La forma più comune - Perdita permanente dell'udito - Eterocromia dell'iride - Dismorfismo facciale assente                                                       |
| Tipo IIc, WS2C | 606662 | WS2C  | 8p23         | - La forma più comune - Perdita permanente dell'udito - Eterocromia dell'iride - Dismorfismo facciale assente                                                       |
| Tipo IId, WS2D | 608890 | SNAI2 | 8q11         | - La forma più comune - Perdita permanente dell'udito - Eterocromia dell'iride - Dismorfismo facciale assente                                                       |
| Tipo III, WS3  | 148820 | PAX3  | 2q36.1       | - Anomalie dello sviluppo degli arti superiori (sindattilia, fusione delle ossa carpali) - Progressiva perdita dell'udito - Alterazioni nella pigmentazione cutanea |
| Tipo IVa, WS4A | 277580 | EDNRB | 13q22        | Sindrome di Waardenburg associata a malattia di Hirschsprung. Il tipo IVc si associa a sintomi neurologici                                                          |
| Tipo IVb, WS4B | 613265 | EDN3  | 20q13        | Sindrome di Waardenburg associata a malattia di Hirschsprung. Il tipo IVc si associa a sintomi neurologici                                                          |
| Tipo IVc, WS4C | 613266 | SOX10 | 22q13        | Sindrome di Waardenburg associata a malattia di Hirschsprung. Il tipo IVc si associa a sintomi neurologici                                                          |

## Clinica
La sindrome di Waardenburg è caratterizzata da piebaldismo e sordità neurosensoriale di gravità variabile. A differenza del piebaldismo le chiazze ipopigmentata possono ridursi o scomparire nel tempo.
- Il tipo I è la forma più comune dopo il tipo II, è caratterizzato da ciocca ipopigmentata (poliosi), canuzie precoce, alopecia, chiazze ipopigmentate, distopia dei canti o telecanto (aumento della distanza tra i canti interni ma distanza conservata delle pupille), eterocromia dell'iride completa o settoriale, occhi azzurri brillanti o pallidi, radice del naso allargata, sinofri, lievi anomalie scheletriche, labioschisi e nel 30-50% dei casi da sordità neurosensoriale non progressiva. La presenza di alcuni di questi segni è incostante.
- Il tipo II (sindrome di Klein-Waardenburg) è la forma più comune, presenta caratteristiche sovrapponibili al tipo I, l'eterocromia e la sordità neurosensoriale sono più comuni mentre non si verificano distopia dei canti e radice del naso allargata.
- Il tipo III, raro, presenta le stesse caratteristiche del tipo I associate a sindattilia, fusione delle ossa carpali, coste soprannumerarie e progressiva perdita dell'udito.
- Il tipo IV (sindrome di Shah-Waardenburg) è caratterizzata da ciocca ipopigmentata e malattia di Hirschsprung.

## Diagnosi
La diagnosi è clinica.
Entra in diagnosi differenziale con il piebaldismo che solo raramente presenta alterazioni extracutanee, con la vitiligine le cui chiazze non sono presenti alla nascita e con le rare sindrome di Alezzandrini, sindrome di Woolf e sindrome di Vogt-Koyanagi.

## Trattamento
Non esiste trattamento risolutivo per la sindrome di Waardenburg. È consigliata l'applicazione di filtri solari per evitare ustioni alle aree depigmentate. Sono possibili trapianti autologhi di pelle non depigmentata o di melanociti con finalità estetiche. Nelle forme a perdita progressiva dell'udito vanno effettuati audiogrammi periodici e possono beneficiare di un impianto cocleare. L'eventuale labioschisi può essere corretta chirurgicamente. Altre anomalie richiedono un trattamento sintomatico.